# Mihallaq Mone
Mihallaq Mone (ur. 12 lutego 1917 we Wlorze, zm. w kwietniu 1984 w USA) – albański reżyser filmów dokumentalnych i scenarzysta. 

## Życiorys
Był jednym z pierwszych dokumentalistów albańskich. Kształcił się w Rzymie. W czasie włoskiej okupacji Albanii, w roku 1941 rozpoczął współpracę ze studiem filmowym Luce, które działało pod patronatem Dyrekcji Propagandy i Turystyki w Tiranie. Przez kolejne dwa lata kręcił filmy dokumentalne i kroniki filmowe na terytorium Albanii. We współpracy z włoskim operatorem Alfredo Cecchettim powstał film Ari i zi (Czarna ziemia), poświęcony wydobyciu ropy naftowej w okręgu Kuçova. Najbardziej znanym filmem, nakręconym przez Mone był obraz Bijtë e shqipes së Skënderbeut (Synowie orłów Skanderbega), poświęcony tworzeniu organizacji młodzieżowej Gioventu Albanese di Littorio. Film otrzymał nagrodę na festiwalu filmów dokumentalnych we Florencji.
Od 1942 Mone pracował w utworzonym z inicjatywy Galeazzo Ciano przedsiębiorstwie filmowym Tomorri Film. Tam też powstał krótkometrażowy film fabularny Takimi ne liqen (Spotkanie na jeziorze), w którym wzięli udział m.in. Kristaq Antoniu, Merita Sokoli i duet sióstr Xhaçka, realizowany w rejonie Pogradca.
W 1945 Mone opuścił Albanię i przedostał się do Włoch, a następnie do USA, gdzie pracował jako reżyser przez kolejne dwadzieścia lat. 
Był żonaty (żona Lilian, zm. 1998). Pochowany na cmentarzu w White Plains.

## Filmy dokumentalne
- 1941: Bijtë e shqipës së Skenderbeut (Synowie orłów Skanderbega)
- 1942: Ari i zi (Czarna ziemia)
- 1942: Ullishtat e Vlorës (Gaje oliwne Wlory)
- 1943: Miniera e Selenicës (Kopalnie Selenicy)

## Filmy fabularne
- 1943: Takimi në liqen (Spotkanie na jeziorze)